# 만강
《만강》은 1996년 4월 1일부터 1996년 11월 5일까지 방송했던 SBS 월화 드라마로 1987년에 방송했던 KBS 2TV 일일 드라마 《사모곡》을 리메이크했다.
9년이 지난 후 1996년 SBS를 통해 월화 사극으로 1987년에 방송했던 KBS 2TV 일일 드라마 《사모곡》을 리메이크해서 방영됐었다.

## 등장 인물
- 임호 / 최우혁 : 이만강/엄택주 역
- 오연수 : 보옥 역
- 정보석 / 안태랑 : 김달서 역
- 한혜숙 / 안연홍 : 순금 역
- 이영하 : 막손 역
- 정진경 : 옥단 역
- 김정현
- 김단비
- 임동진
- 이신재
- 김해숙
- 김청
- 김수미
- 이낙훈
- 신동훈
- 임경옥
- 김민정
- 장유경
- 김정우
- 장수혜
- 지윤환
- 김희정
- 윤기원
- 임유진
- 장은비
- 김남진
- 최준용

## 결방
- 1996년 5월 14일 : 9시 50분부터 《2부작 특집 드라마 아까딴유》 편성으로 인해 결방 (전날 13 ~ 14회 연속 편성)
- 1996년 6월 25일 : 《6·25 특집 2부작 드라마 구하리의 전쟁》 편성으로 인해 결방 (전날 25 ~ 26회 연속 편성)
- 1996년 7월 30일 : 《1996 애틀란타 올림픽 배드민턴 남녀 개인 준결승》 중계 방송으로 인해 결방

## 참고 사항
- 《만강》과 경쟁한 드라마 프로그램 중 하나인 KBS 2TV 월화 드라마 《신고합니다》는 당초 《컬러》 후속으로 수목 드라마에 기획되었으나 KBS 2TV 월화 드라마 《조광조》 후속으로 기획된 《96 전설의 고향》, 《만강》 2개 프로그램의 작가가 겹친다는 이유 탓인지[2] 《조광조》 후속으로 KBS 2TV 월화 드라마로 편성 변경됐다.
- 보옥 역의 오연수는 《만강》을 통해 처음 사극에 출연했는데[3] 본 프로그램과 경쟁한 드라마 프로그램 중 하나인 KBS 2TV 월화 드라마 《조광조》 작가 정하연 씨의 전작이었던 KBS 2TV 월화 드라마 《장녹수》에서 장녹수 역으로 물망에 오른 바 있었다[4].
- 한편, 오연수가 《만강》 후반부 당시에 해당 프로그램과 겹치기 출연한 SBS 일일 드라마 《엄마의 깃발》 담당 PD 성준기 씨는 《만강》에서 이만강 역으로 나온 임호의 고등학교(배재)[5][6] 선배인데 SBS 일일 드라마 《엄마의 깃발》 출연진에 속했던 김세윤, 조민기는 《만강》 담당 연출자 김재순 PD의 고등학교 후배 김국진이 출연했던 MBC 수목 드라마 《반달곰 내 사랑》 출연진[7]이었다.
- 오연수는 앞서 본 것처럼 《만강》 후반부 당시 해당 프로그램과 SBS 일일 드라마 《엄마의 깃발》에 겹치기 출연을 했는데 《만강》에서 성인 역 물망에 한때 거론된[8] 이재룡은 《만강》 후반부 때 오연수가 해당 프로그램과 겹쳐기 출연한 SBS 일일 드라마 《엄마의 깃발》에서 오연수 아버지 역이었던[9] 김세윤이 아씨의 시아버지 역으로 나온 KBS 2TV 주말 드라마 《아씨》에서 아씨 남편 역 물망[10]에 한때 거론되었으며 해당 프로그램이 오후 8시 시간대 주말 드라마로 방송될 당시 경쟁 상대 중 하나인 SBS 주말 드라마 《아름다운 죄》 연출자는 《만강》 담당 PD 김재순 씨였다.
- 극 중 이만강 역으로 나온 임호는 작가 임충의 아들이다.[11]